# Verónica Lazo
Verónica Lazo – salwadorska zapaśniczka walcząca w stylu wolnym. Brązowa medalistka mistrzostw panamerykańskich w 2005, a także igrzysk Ameryki Środkowej i Karaibów w 2006 roku.